# Pedro Alemañ
Pedro Alemañ Serna (Elche, 21 marzo 2002) è un calciatore spagnolo, centrocampista del Granada.

## Carriera
Nato ad Elche, Alemañ si è unito al settore giovanile del Valencia a 14 anni, dopo aver fatto parte di quello dell'Elche. Dopo aver compiuto la trafila delle giovanili, per la stagione 2020-2021 è stato aggregato alla rosa del Valencia Mestalla, squadra riserve del club spagnolo militante in Segunda División B.
Il 30 dicembre 2022 il Valencia lo ha ceduto allo Sparta Rotterdam per 150.000 euro più il 40% di una futura rivendita del giocatore; con quest'ultimo club Alemañ trascorre un periodo da aggregato allo Jong Sparta, squadra riserve del club, militante nella terza divisione olandese, riuscendo poi anche ad esordire con la prima squadra, con cui gioca 5 partite nella prima divisione olandese.

## Statistiche

### Presenze e reti nei club
Statistiche aggiornate al 21 maggio 2023.
| Stagione        | Squadra           | Campionato      | Campionato | Campionato | Coppe nazionali | Coppe nazionali | Coppe nazionali | Coppe continentali | Coppe continentali | Coppe continentali | Altre coppe | Altre coppe | Altre coppe | Totale | Totale |
| Stagione        | Squadra           | Comp            | Pres       | Reti       | Comp            | Pres            | Reti            | Comp               | Pres               | Reti               | Comp        | Pres        | Reti        | Pres   | Reti   |
| --------------- | ----------------- | --------------- | ---------- | ---------- | --------------- | --------------- | --------------- | ------------------ | ------------------ | ------------------ | ----------- | ----------- | ----------- | ------ | ------ |
| 2020-2021       | Valencia Mestalla | SDB             | 10         | 0          |                 | -               | -               | -                  | -                  | -                  | -           | -           | -           | 10     | 0      |
| 2021-2022       | Valencia Mestalla | TDR             | 34         | 0          |                 | -               | -               | -                  | -                  | -                  | -           | -           | -           | 34     | 0      |
| 2022-2023       | Valencia Mestalla | SF              | 13         | 0          |                 | -               | -               | -                  | -                  | -                  | -           | -           | -           | 13     | 1      |
| 2022-2023       | Jong Sparta       | 3D              | 2          | 1          |                 | -               | -               | -                  | -                  | -                  | -           | -           | -           | 10     | 0      |
| 2022-2023       | Sparta Rotterdam  | ED              | 4          | 0          | CO              | 0               | 0               | -                  | -                  | -                  | -           | -           | -           | 4      | 0      |
| Totale carriera | Totale carriera   | Totale carriera | 63         | 1          |                 | 0               | 0               |                    | -                  | -                  |             | -           | -           | 63     | 1      |